# Messier 72
A Messier 72 (más néven M72 vagy NGC 6981) egy gömbhalmaz az Aquarius (Vízöntő) csillagképben.

## Felfedezése
A Messier 72-t Pierre Méchain francia csillagász fedezte fel 1780. augusztus 29-én. Charles Messier ugyanebben az évben, október 4-én és 5-én figyelte meg, majd katalogizálta.

## Tudományos adatok
Az M72 a katalógus távolabbi objektumai közé tartozik, de igen gyorsan, 255 km/s sebességgel közeledik felénk. Sok, összesen 42 változócsillagot ismerünk a halmazban, melyek többsége RR Lyrae típusú.

## Megfigyelési lehetőség
A halmaz egyike a katalógus halvány halmazainak. Az M73 csillagalakzattól 1,5 fokra nyugatra és egy kissé északra található meg.